# Abasgie
Abasgie (starořecky Ἀβασγία) bylo středověké knížectví Abazgů na severovýchodním pobřeží Černého moře, které bylo původně součástí království Lazika. Králové Laziky také určovali, kdo se stane jejím knížetem. Ve 4. století se Abasgie územně posunula víc na sever a octla se v područí Byzantské říše. V té době se země také stává oficiálně křesťanskou, ale většina obyvatel zůstala věrná své původní víře. Abasgie byla přímým předchůdcem Abchazského království.
Na území Abasgie byla dokonce umístěna byzantská armáda, ale snad z důvodu nevýhodné polohy, bylo už roku 547 vojsko staženo. V byzantsko-sásánovských válkách a také v lazické válce stáli Abazgové na straně Sásánovské Persie, aby se vymanili z byzantské nadvlády. Byzantinci na toto nepřátelství reagovali výstavbou sítě pevností a posilováním vlastního vlivu skrze podpory církevní organizace. Po rozpadu Laziky a oslabení Byzance na konci 8. století se Abasgie mohla konečně osamostatnit a přisvojit si královský titul. Vzniklo tak Abchazské království.